# Meralda Warren
Meralda Elva Junior Warren (geb. 28. Juni 1959) ist eine Dichterin und Künstlerin in den Pitcairninseln, einem Britischen Überseegebiet im Pazifik. Sie arbeitet sowohl in Englisch als auch in Pitcairn-Englisch, der Kreolsprache der Insel. Ihr Buch Mi Bas Side Orn Pitcairn, welches sie zusammen mit den sechs Kindern geschrieben hat, welche auf der Insel leben, ist das erste Buch, welches sowohl in Englisch als auch in Pitkern veröffentlicht wurde. Als bildende Künstlerin arbeitet sie in polynesischer Tradition mit Tapa-Rindenbaststoff. Sie hat auch ein Kochbuch mit traditionellen Gerichten veröffentlicht.
Warren ist zudem die Krankenschwester der Insel, die einzige Polizistin, eine Radio-Funkamateurin und Mitglied des Regierungsrates des Überseegebiets.

## Leben
Warren wurde am 28. Juni 1959 auf Pitcairn geboren. Sie war das zweite Kind von Jacob Ralph „Chippie“ Warren (1920–2007) und Mavis Mary Brown (geb. 1936). Meralda ist auch die Schwester von Jay Warren (geb. 1950), des dritten Bürgermeisters von Pitcairn (2004–2007) und ehemaligen Colony’s 29th Magistrate (1991–1997). Sie ist die Cousine von Mike Warren (geb. 1964), des vierten Bürgermeisters (2007–2014). Ihre Familie stammt von den Meuterern der Meuterei auf der Bounty (1789) und den Tahitianern, die sich den Meuterern anschlossen und 1790 auf der Insel ansiedelten.

### Künstlerin, Dichterin, Autorin
Warren ist eine Dichterin und hat zwei Bücher veröffentlicht: Mi Base side orn Pitcairn („Mein liebster Platz auf Pitcairn“) und das Kochbuch Taste of Pitcairn, mit Kochrezepten und Gedichten in Pitkern und Englisch.
2007 belebte Warren die Tradition der Kunst auf Tapa-Rindenbaststoff neu. Dazu werden in der polynesischen Kultur auf gewobenem Rindenbast Muster und stilisierte Bilder hergestellt. Ihre Arbeiten wurden in Museen und Galerien in Tahiti, Norfolk Island und Neuseeland ausgestellt. 2011 gehörte sie zu den sieben Künstlern, welche eine Commonwealth Connections International Arts Residency gewonnen haben, wodurch sie ein Stipendium von £8.000 erhielt, welches es ihr ermöglichte mit anderen Künstlern in Neuseeland zu arbeiten. Sie ist die erste Stipendiatin von den Pitcairn-Inseln.
Pitcairn hat nur eine kleine Bevölkerung. Die 48 Einwohner der Insel übernehmen oft mehrere Aufgaben in der Gemeinschaft. Warren beschreibt ihre vielen Aufgaben auf ihrer persönlichen Homepage:

“Travelling with patients to New Zealand and Tahiti and taking up Nursing, Radio Operator for the shore to ship skeds from ZBP station and twice daily contact with Auckland international Radio telephone link, Working in our Co-op store, Council member for many years as well as being the Governors appointee member to council a few times, Becoming the first female Police & Immigration Officer for a few years. Lands Commission president, Lands court member, Bee keeper since 1978. ASL operator for siesmic Vault, Installing wireless networking throughout Adamstown, Duncan cleaner, Contract Lawnmowing jobs, and many misc jobs inc Tourism and Entertainment. PHEWWwww. it became apprent to me that what I enjoy most is my art. (T)his is getting pushed aside whilst I am working these time consuming no pay or low paid positions which was making me very tired and yes. … Bitchy(!).”

„Reisen mit Patienten nach Neuseeland und Tahiti und Aufnahme einer Krankenpflege, Funker an Land, um Skids von der ZBP-Station zu verschicken, und zweimal täglich Kontakt mit der internationalen Funkverbindung in Auckland, Arbeit in unserem Genossenschaftsladen, auch langjähriges Ratsmitglied als einige Male vom Gouverneur ernanntes Mitglied des Rates und seit einigen Jahren die erste weibliche Polizei- und Einwanderungsbeamtin. Präsident der Lands Commission, Mitglied des Landsgerichts, Imker seit 1978. ASL-Betreiber für Siesmic Vault, Installation von drahtlosen Netzwerken in ganz Adamstown, Duncan-Reiniger, Auftragsrasenmäher und viele andere Jobs, einschließlich Tourismus und Unterhaltung. PHEWWwww. Mir wurde klar, dass mir meine Kunst am meisten Spaß macht. Das wird jedoch beiseite geschoben, während ich diese zeitraubenden, unbezahlten oder schlecht bezahlten Positionen ausübe, was mich sehr müde gemacht hat, und ja … Zickig(!).“

Ab 1996 diente Warren als Polizistin. Da jedoch seit den 1950ern auf der Insel niemand mehr inhaftiert worden ist, waren ihre Aufgaben eher das Ausstellen der Führerscheine und das Abstempeln der Pässe von Besuchern. Warren hatte keine Ausbildung als Polizistin und erhielt den Job, weil jeder auf der Insel bereits einen Job hatte. Das Gefängnis der Insel wurde beschrieben „von der Größe einer Gartenlaube und zerfressen von Termiten“ („the size of a garden shed and riddled with termites“) und die Gefängniszellen waren als Lager zur Aufbewahrung von Baumaterial und Rettungswesten genutzt. Als die Insel international in die Schlagzeilen geriet aufgrund eines Missbrauchsskandals, kritisierte ein abgesandter Strafverfolgungsbeamter die Praxis vor Ort: “It was glaringly obvious … that their standard of policing was not really adequate” (deutsch: „Es war offensichtlich… dass deren Polizei-Standards nicht wirklich angemessen waren.“)
Warren wurde am 15. Dezember 2004 in den Inselrat gewählt. Als Radio-Sprecherin sendet sie unter dem Code VP6MW.

### Missbrauchsprozess von Pitcairn 2004
Warren war eine ausgesprochene Kritikerin gegenüber den Anschuldigungen, die Mädchen der Insel seien in jungen Jahren sexuell missbraucht worden, und gegenüber der strafrechtlichen Verfolgung einer Anzahl männlicher Bewohner von Pitcairn. Sie behauptete, dass junge Mädchen auf Pitcairn üblicherweise nach dem 12. Lebensjahr sexuell aktiv würden, eine Praxis des Sex mit Minderjährigen, die seit der Besiedlung der Insel im Jahr 1790 als polynesische Tradition akzeptiert worden sei. Eine Bewohnerin, Olive Christian, sagte über ihre Kindheit: “We all thought sex was like food on the table” (deutsch: „Wir alle dachten, Sex sei wie Essen auf dem Tisch.“)
Viele Männer von Pitcairn Island beschuldigten die britische Polizei, Frauen dazu überredet zu haben, Anzeige zu erstatten. Einige der Frauen stimmten zu und vertraten eine Verschwörungstheorie, wonach der Prozess, in Warrens Worten, “a British plot to jail the [community’s] able-bodied men and ‘close’ the island“, „picked on all the viable young men, the ones who are the backbone of this place.” (deutsch: „ein britischer Plan war, die arbeitsfähigen Männer der [Gemeinschaft] einzusperren und die Insel zu ‚schließen‘, und dass die britischen Beamten all die lebensfähigen jungen Männer ‚aufgegriffen‘ hätten, die das Rückgrat dieses Ortes bilden.“)
Eine Mehrheit der Inselbewohner bestritt die Vorwürfe oder entschuldigte sie. Während des Prozesses verteilte Warren ein Gedicht mit dem Titel „Ist Sieben eine Glückszahl?“ („Is Seven a Lucky Number?“), welches die britische Regierung und die Versuche der Anwälte kritisierte, britisches Recht gegen die Traditionen ihrer Insel durchzusetzen.

“There’s never an age consent set in our Laws / Oh 16 is in the British clause / What book they choose / What next law will they ruse / Why must these Seven men be used.”

„In unseren Gesetzen gibt es nie eine Altersfreigabe. / Oh, 16 steht in der britischen Klausel. / Welches Buch sie wählen, / welches Gesetz sie als nächstes anwenden werden, / warum müssen diese sieben Männer eingesetzt werden.“

Im weiteren Verlauf des Falles reflektierte Warren, dass “the bottom had fallen out of our world … We lost our trust for each other.” (deutsch: „unsere Welt den Boden verloren hatte… Wir haben unser gegenseitiges Vertrauen verloren.“) Ihr Bruder, Jay Warren, der wegen „unsittlicher Körperverletzung“ (indecent assault) angeklagt war, war der einzige von den sieben Angeklagten, der am 24. Oktober 2004 freigesprochen wurde.
Warren selbst wurde wegen Körperverletzung während einer Auseinandersetzung mit einem anderen Bewohner unter Alkoholeinfluss verurteilt, als die beiden wegen der Konflikte in diesem Skandal verärgert waren. Der Fall wurde von einem Staatsanwalt der Krone (Crown prosecutor) verfolgt und von einem neuseeländischen Richter verhandelt. Warren wurde mit einer Geldstrafe von 60 NZ$ belegt. Die Strafverfolgung kostete die britische Regierung 40.000 NZ$.

## Werke
- A Taste of Pitcairn: The First Pitcairn Island Cookbook. Selbstverlag, Pitcairn Island 1986, OCLC 23365254 und aktualisierte Ausgabe Pitcairn Books, Christchurch, N.Z. 2010, OCLC 650821615.
- Mi Base side orn Pitcairn. (“My Favourite Place on Pitcairn”) 2008 (Pitcairn Island Books. government.pn).